# Give Me All Your Luvin’
«Give Me All Your Luvin’» — песня американской певицы Мадонны, выпущенная 3 февраля 2012 года в качестве первого сингла из её двенадцатого студийного альбома MDNA. В записи песни принимали участие певицы Ники Минаж и M.I.A. Они также снялись в видеоклипе, представленном в день релиза; его режиссёром был Megaforce.

## Выпуск
Демоверсия песни, получившая известность как «Give Me All Your Love», просочилась в интернет 8 ноября 2011 года. Согласно Billboard, песня была в топ-10 трендов Твиттера. 22 декабря 2011 года, полиция арестовала 31-летнего мужчину из Испании, который распространил запись. Они описали его как «большого поклонника Мадонны» 15 декабря 2011 года Мадонна заявила, что песня будет называться «Gimme All Your Luvin» и что она будет выпущена в январе 2012 года.. Песня была неоднозначно воспринята критиками.

## Видеоклип
Премьера клипа прошла 3 февраля 2012 года на официальном канале Мадонны на YouTube. Основная тема клипа это американский футбол и черлидинг, вдохновленными её предстоящим выступлением на Супербоуле XLVI. Также в видео Мадонна, Ники Минаж и M.I.A. предстают в образах Мэрилин Монро.

## Чарты
| Чарт (2012)                              | Наивысшая позиция |
| ---------------------------------------- | ----------------- |
| Australian Singles Chart                 | 25                |
| Austrian Singles Chart                   | 11                |
| Belgian Flanders Singles Chart           | 6                 |
| Belgian Wallonia Singles Chart           | 3                 |
| Brazilian Hot 100 Airplay                | 52                |
| Canadian Hot 100                         | 1                 |
| Czech Airplay Chart                      | 28                |
| Danish Singles Chart                     | 16                |
| Dutch Single Top 100                     | 2                 |
| Finnish Singles Chart                    | 1                 |
| French Singles Chart                     | 3                 |
| German Singles Chart                     | 8                 |
| Hungarian Airplay Chart                  | 3                 |
| Irish Singles Chart                      | 11                |
| Italian Singles Chart                    | 2                 |
| Japan Hot 100                            | 7                 |
| New Zealand Singles Chart                | 29                |
| Russian Airplay Chart                    | 14                |
| Russian Top-10 Digital tracks            | 9                 |
| Slovakian Airplay Chart                  | 35                |
| South Korean International Singles Chart | 5                 |
| Spanish Singles Chart                    | 2                 |
| Swiss Singles Chart                      | 6                 |
| UK Singles Chart                         | 37                |
| Американский Billboard Hot 100           | 10                |
| Американский Adult Pop Songs             | 33                |
| Американский Hot Dance Club Songs        | 24                |
| Американский Pop Songs                   | 24                |